# 弗拉基米爾·彭特科夫斯基
弗拉基米爾·姆斯季斯拉沃維奇·彭特科夫斯基（俄语：Владимир Мстиславович Пентковский）是一位蘇聯及美國電腦科學家，曾於1987年獲得蘇聯國家獎，是蘇聯Elbrus-1和Elbrus-2電腦的架構師之一。1990年代初移居美國，加入英特爾並成為奔騰III處理器的架構師。根據流行的說法，奔騰（Pentium）的名字源於彭特科夫斯基（Pentkovski）。